# Transporte en Hungría
El transporte en 'Hungría' incluye varios medios, incluyendo carreteras, ferrocarriles, aeropuertos y puertos.

## Transporte por carretera

Límites de velocidad en Hungría por tipo de carretera y vehículo.

Hungría tiene un total de 159.568 kilómetros de carreteras públicas, de los cuales 70.050 kilómetros están pavimentados y 89.518 kilómetros sin pavimentar.
Los tipos de carreteras en Hungría son:
- Gyorsforgalmi út (autopista):
  - Autópálya: carretera con 2 carriles normales y uno de emergencia por sentido, y límite de velocidad de 130 km/h.
  - Gyorsút: carretera con 2 carriles por sentido y límite de velocidad de 110 km/h.
  - Autóút: carretera con 1 o 2 carriles por sentido y límite de velocidad de 110 km/h.
- Elsődrendő főút (carretera primaria)
- Másodrendű főút (carretera secundaria)
- Helyi út (carretera local)

### Autopistas y autovías
La red de autopistas y autovías húngara tiene una longitud de 1481 kilómetros (octubre de 2016).
Autopistas (autópályák) en Hungría:
M1 | M3 | M4 | M5 | M6 | M7 | M8 | M15 | M19 | M30 | M31 | M35 | M43 | M60
Autovías (autóutak) en Hungría:
M0 | M2 | M9 | M51 | M70 | M85 | M86

## Ferrocarril

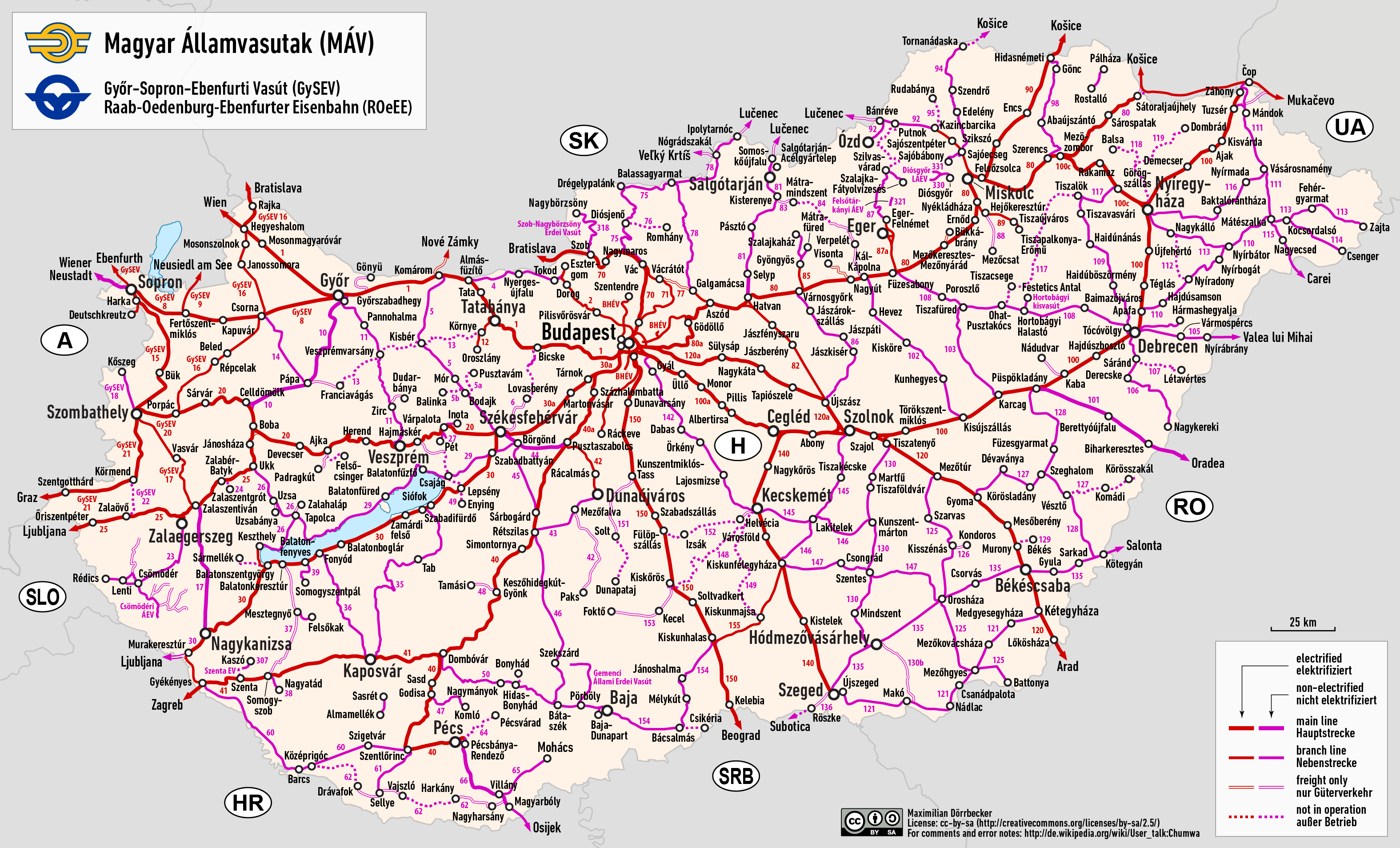
Red de ferrocarriles de Hungría

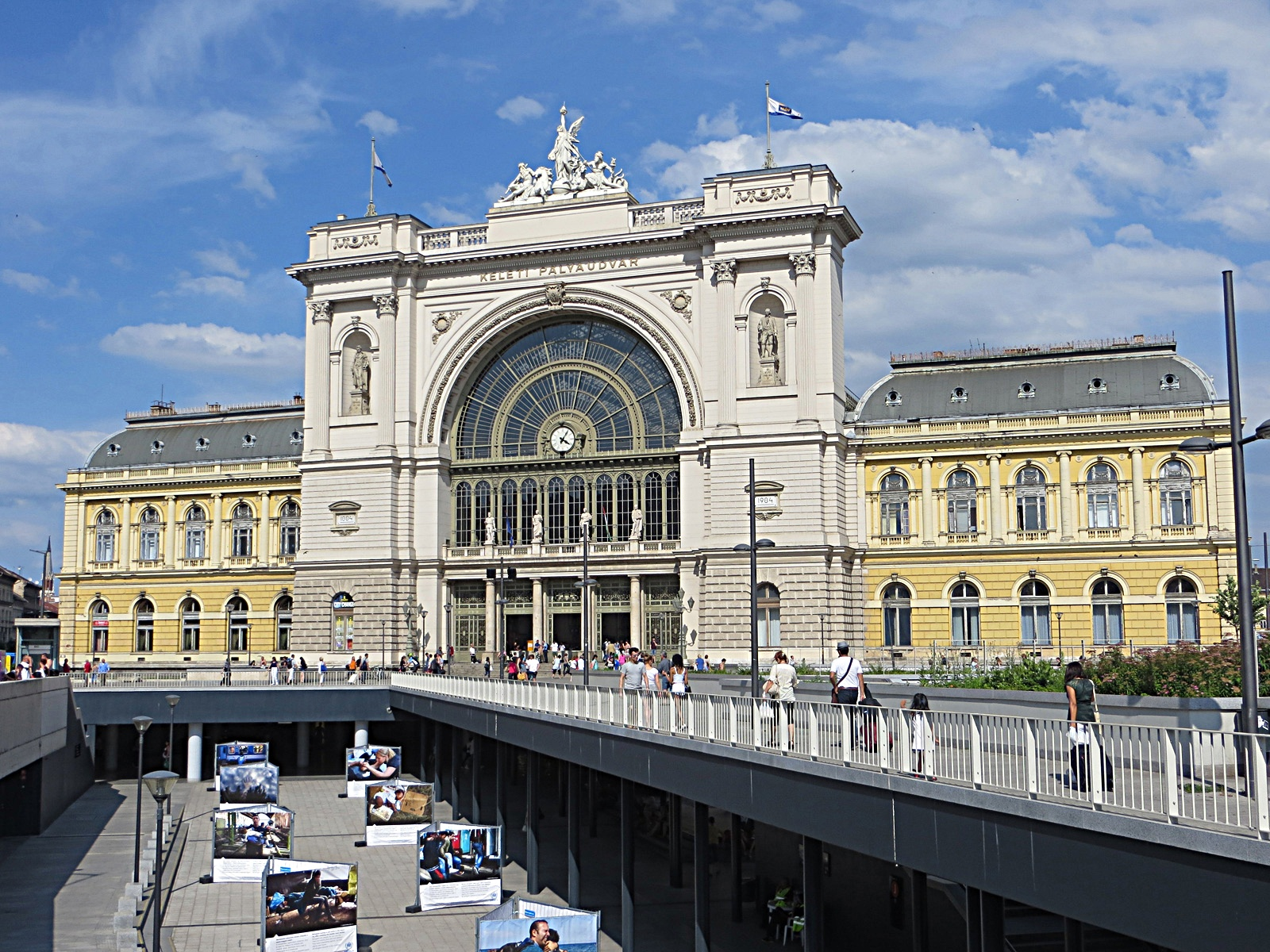
Estación de Keleti, Budapest.

Hungría cuenta con una red de ferrocarriles de 7607 kilómetros. De esos, 7349 son de ancho convencional, 176 de vía estrecha y 36 de ancho ruso.
En Budapest, hay tres estaciones de ferrocarril: la Oriental (Keleti), la Occidental (Nyugati) y la del Sur (Déli). Otras estaciones importantes del país son las de Szolnok, Miskolc, Pécs, Gyor, Debrecen, Szeged y Székesfehérvár.
La única ciudad del país con un sistema de ferrocarril subterráneo es Budapest, con su Metro. También cuenta con un sistema de tren suburbano con el nombre de HÉV.

## Transporte aéreo

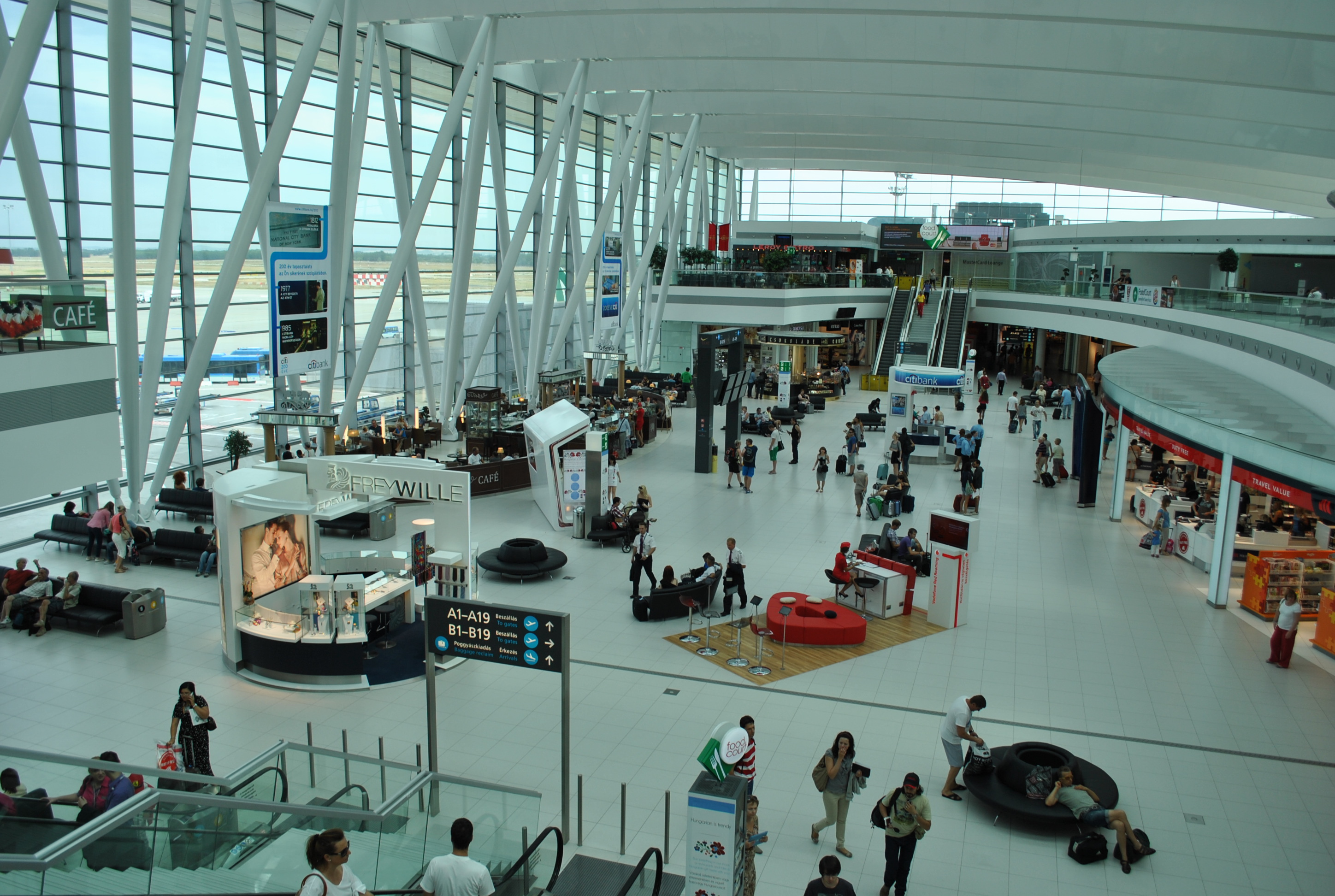
Interior del Aeropuerto de Budapest-Ferenc Liszt.

En Hungría hay 45 aeropuertos. Cinco de ellos son internacionales y veinte tienen pista asfaltada.

### Aeropuertos con pistas asfaltadas
En Hungría hay 20 aeropuertos con pistas de aterrizaje asfaltadas.

### Aeropuertos con pistas sin asfaltar
En Hungría hay 27 aeropuertos con pistas de aterrizaje sin asfaltar.

### Aeropuertos internacionales
Hungría tiene 5 aeropuertos internacionales:
- Aeropuerto de Budapest-Ferenc Liszt (BUD)
- Aeropuerto Internacional de Debrecen (DEB)
- Aeropuerto de Hévíz-Balaton (SOB)
- Aeropuerto Internacional de Györ-Pér (QGY)
- Aeropuerto Internacional de Pécs-Pogány (QPJ)

### Helipuertos
Hungría tiene cinco helipuertos.

## Transporte marítimo
En Hungría hay 1373 kilómetros de rutas marítimas navegables.

### Puertos
El puerto más importante del país es el Puerto de Csepel, en Budapest.

### Puertos en elDanubio
- Győr-Gönyű
- Komárom
- Budapest
- Dunaújváros
- Dunavecse
- Madocsa
- Paks
- Fadd-Dombori
- Bogyiszló
- Baja
- Mohács

### Puertos en elTisza
- Szeged

## Transporte urbano

### Metro
El Metro de Budapest (en húngaro: Budapesti metró) es el sistema de ferrocarril subterráneo de la capital. La línea 1, abierta en 1896, es la línea electrificada de ferrocarril subterráneo más antigua del continente europeo. La línea 2 (roja) fue abierta en 1970, y la línea 3 (azul), en 1976. La línea más nueva es la 4 (verde), abierta en 2014.

### Tranvías

#### Ciudades con tranvía
- Budapest (desde 1887)
- Miskolc (desde 1897)
- Szeged (desde 1908)
- Debrecen (desde 1911)

#### Ciudades que solían tener tranvía
- Szombathely (1897-1974)
- Sopron (1900-1923)
- Nyíregyháza (1905-1969)
- Pécs (1913-1960)

### Trolebús
En Hungría, 3 ciudades tienen una red de trolebúses: Budapest, Debrecen y Szeged.